# 貝氏虹銀漢魚
貝氏虹銀漢魚（學名：Melanotaenia boesemani）為輻鰭魚綱銀漢魚目虹銀漢魚科的其中一種，被IUCN列為瀕危保育類動物，分布於印尼巴布亞省Ajamaru湖淡水流域，為熱帶魚類，公魚體長可達11公分，棲息表層水域，生活習性不明，可做為觀賞魚。

## 擴展閱讀
維基物種上的相關：貝氏虹銀漢魚